# Rowosari (Bonorowo)
Rowosari is een bestuurslaag in het regentschap Kebumen van de provincie Midden-Java, Indonesië. Rowosari telt 918 inwoners (volkstelling 2010).